# David Goodall (botanik)
David William Goodall, angleško-avstralski botanik in ekolog, * 4. april 1914, London, Anglija, Združeno kraljestvo, † 10. maj 2018, Liestal, Švica.
Prispeval je k zgodnjemu razvoju statističnih metod v ekologiji, zlasti na področju študije rastlinstva, pozornost širše javnosti pa je vzbudil z odločitvijo za evtanazijo, s katero je končal svoje življenje.

## Življenjepis
Diplomiral je leta 1935 na takratnem Imperialnem kolidžu za znanost in tehniko (zdaj Imperialni kolidž v Londonu), kjer je leta 1941 tudi doktoriral z disertacijo na temo asimilacije pri paradižniku. V vmesnem obdobju je deloval kot asistent na inštitutu za rastlinsko fiziologijo v Kentu.
Leta 1948 je emigriral v Avstralijo, kjer je postal predavatelj botanike na Univerzi v Melbourneu. Med leti 1952 in 1954 je predaval botaniko na Univerzi Zlate obale v Gani (takrat del Univerze v Londonu, zdaj Univerza Gane), nato pa se je vrnil v Anglijo in postal profesor kmetijske botanike na Univerzi v Readingu. Med leti 1956 in 1967 je deloval kot raziskovalec na raznih inštitutih Organizacije Skupnosti narodov za znanstvene in industrijske raziskave (CSIRO) v Avstraliji, od koder je odšel v Združene države Amerike, kjer je predaval biologijo na Univerzi Kalifornije v Irvineu (1967–1968) in sistemsko biologijo na Državni univerzi Utaha (1968–1974). Od 1975 do svoje upokojitve leta 1979 je spet deloval pri CSIRO.
Kot znanstvenik je ostal aktiven tudi še pri starosti sto let in več, imel je položaj častnega (neplačanega) raziskovalnega sodelavca na Centru za upravljanje ekosistemov Univerze Edith Cowan v Perthu, kjer je bil verjetno najstarejši aktivni znanstvenik v državi. Deloval je med drugim kot glavni urednik serije znanstvenih monografij Ecosystems of the World. Univerza je leta 2016 razglasila, da ni pripravljena zagotavljati njegove varnosti, in mu postavila pogoj, da lahko dela le od doma, a je vodstvo zaradi javnih kritik kasneje razveljavilo to odločitev ter mu ponudilo dostopnejšo pisarno.
Imel je štiri otroke in številne vnuke ter pravnuke. V visoki starosti se je zelo zmanjšala kakovost njegovega življenja, zato je javno izrazil obžalovanje, da je živel tako dolgo, in si pričel kot član organizacije Exit International prizadevati za legalizacijo evtanazije v Avstraliji. Ta je bila v času njegove smrti kazniva; za leto 2019 je bila sicer napovedana sprememba zakonodaje v tej smeri, a le za neozdravljivo bolne. Zato je Goodall ob pomoči Exit International odšel v Švico, kjer je maja 2018 z zdravniško pomočjo končal svoje življenje s smrtonosno injekcijo.

## Priznanja
Leta 1990 je prejel častni doktorat Univerze v Trstu. Leta 2016 je bil za svoje zasluge na področjih ekologije rastlin in upravljanja z naravnimi viri odlikovan z redom Avstralije.